# Tamássy József
Tamássy József (Veszprém, 1837. március 13. – Újpest, 1892. szeptember 8.) magyar színész, énekes és rendező.

## Élete
Iskoláit szülővárosában járta, de miután semmiféle tudományos pályához kedve nem volt, nemesi származású atyja iparost akart belőle nevelni. Próbálkozott is a kis Tamássy többféle iparágban, volt pék, molnár, lakatos, asztalos és szűrszabó, de — mintha csak megérezte volna magasabb rendű hivatottságát — egyik műhelyben sem tudott megragadni. Végül is megszökött a szülői háztól és 1856 októberében Marcaliba ment, ahol az éppen ott működő Szöllősy Mihály és Szuper Károly társulatánál beállott a színészek közé. Tamássyt elsősorban szép énekhangjáért szerződtették, de csakhamar kitűnt, hogy színészi tehetsége is rendkívüli. Első nagyobb szerepe Kinizsi volt a Mátyás fia c. színdarabban; a népszínmű-énekesi szerepkörben pedig a Cigány Gyurijaként próbálkozott meg. Mindkét szerepe jól sikerült, de amikor Tatán a Vén bakancsosban Laczit játszotta, bizony belezavarodott a szerepébe. Ezen való elkeseredésében szereplése közben otthagyta a színházat, társai rábeszélésére azonban mégis visszatért és folytatta szerepét.
Kezdő évei általában igen küzdelmesek voltak, amit részben a nehéz politikai és gazdasági viszonyok idéztek elő, részben pedig saját szilaj természete. A kemény nyakú magyar gyereknek sok baja volt a Bach-korszakbeli idegen hivatalnokokkal, de Tamássy amúgy magyar-huszárosan mindig kivágta magát a bajból. Egyszer valaki feljelentette, hogy a katonáskodás elől bujkál, de miután a sorozó bizottság néhány tagja már előzetesen hallotta őt énekelni, egy befolyásos úriember ajánlatára felmentették a katonáskodás alól. Mivel igen szélsőséges temperamentummal rendelkezett, ezért gyakorta váltott társulatot is élete folyamán. Fontosabb igazgatói voltak: 1858–59-ben Csabai Pál; 1859–60-ban Hidassi Elek; 1860–62-ben Szigeti Imre; 1863-ban Molnár György; 1864-ben Latabár Endre; 1866-ban Bényei István; 1869-ben Kőmíves Mihály.
Tamássy 12 évig volt vidéki színész, mialatt az országnak majdnem minden nagyobb városában működött, de már 1861. október 6-án a Csikósban, majd 1863. augusztus 16-án a Szökött katonában nagy sikerrel vendégszerepelt a Nemzeti Színház színpadán. 1869-ben Kőmíves Imre társulatával Pestre ment és a Városligetben játszott. Ekkor újra fellépett a Nemzeti Színháznál (augusztus 22-én a Csikósban, augusztus 29-én pedig a Szökött katonában) és a rendkívüli nagy sikerű vendégjátékok után október 1-én végre le is szerződtették.
A magyar népszínmű történetében nagyjelentőségű esemény volt Tamássy szerződtetése, mert ebben az időben ő volt az egyetlen férfi-színész, aki varázserejű magyarságával és zamatos nótáival újra fellendítette e már-már lehanyatló műfajt. Tamássy be is töltötte hivatását, különösen amikor az 1871-ben leszerződtetett Blaha Lujzában minden tekintetben kiváló és magához méltó játszótársra talált. Ez a teljesen összeillő művészpár — csodálatos rátermettségük révén — új korszakot teremtett a népszínmű történetében és újra magyarrá tette a Bach-korszakban erőszakkal elnémetesített Budapestet. Többek voltak ők, mint művészek, tipusok voltak, a tősgyökeres magyarság varázserejű típusai, akik játékukkal, nótáikkal magyarra és nem magyarra ellenállhatatlanul hatottak. Külön-külön is nagyszerű volt mindegyik, de együtt tökéletes művészi egységet alkottak. „Egymásra féltékenyek nem lehetnek — írja róluk a Fővárosi Lapok bírálója — mert a tapsok, melyeket az egyik kap, a másikat épp úgy megilletik.
A népszínmű szerepek mellett Tamássy örömmel vett részt a klasszikus műsorban is. Coriolanusban például az egyik polgárt játszotta s ebben a kis szerepben ezzel az egy mondatával: "hadd legyen hát konzul!", tapsra ragadta a közönséget. Amikor a Népszínház 1875. október 15-én megnyílt, Tamássyt is oda akarták szerződtetni, de Tamássy szerződése végéig megmaradt a Nemzeti Színháznál és csak azután ment át kénytelen-kelletlen a Népszínházhoz, ahol 1876. április 21-én lépett fel először. Első fellépteül a Tündérlak Magyarhonban volt kitűzve, de Blaháné közbejött betegsége miatt a Csikóst rántották elő. Tamássy Blahánéval együtt természetesen itt is kedvence volt a közönségnek, a Népszínház műsora azonban csak részben volt ínyére való, mert ez az ízig-vérig magyar művész az operettet semmire sem becsülte, úgy, hogy azokban soha nem is játszott. 1881 októberében meg is vált a Népszínháztól s vidéki vendégkörútra indult. Azonban 1883-ban mégis csak visszatért s azután mindvégig a Népszínház tagja maradt.
1887. június 16-án a Betyár kendője előadása előtt öltözőjében szélhűdés érte és a leggondosabb gyógykezelés ellenére jobb oldala teljesen megbénult. Az egykor daliás népszínműénekes mint élőhalott tengette életét csekély nyugdíjából és abból a 300 forintnyi évi segélyből, amit a kormány 1891-ben szavazott meg neki. Közben egyre várta a javulást, hogy újra színpadra léphessen, de a javulás sehogy sem akart bekövetkezni. A halál megváltás volt számára. Koporsójánál Szirmai Imre búcsúztatta. Egyszerű márvány síremlékét a Kerepesi úti temetőben 1893. november 1-én leplezték le.
Tamássy a magyar színpadnak egyik legsajátosabb, eredeti jelensége volt. Tagbaszakadt, daliás alakja, dacos szép magyar feje, tüzes szemének szilaj tekintete már külsőleg is a magyar puszta fiainak ábrázolására predesztinálta. De nemcsak testben, hanem lélekben is tüzes magyar volt ő. S ha elődjét — Füredi Mihályt — megillette "a népdalok hőse" elnevezés, Tamássyt is méltán nevezték a "puszták fiának". („Énekel, dalol úgy, mintha az igazi alföldi csikóst hallanók", írja első felléptekor Vadnay.) Szilaj lényében sok drámai erő volt, de épp annyi daliás humor is. Tudott meghatni, félelmetes lenni, de tudott kacagást és büszke örömet is kelteni. Mert büszke volt magára a magyar, ha Tamássyt látta. Minden szerepe élt és eredeti zamattal előadott nótáit a lehetőség szerint mindig beleillesztette a cselekvénybe.

## Fontosabb szerepei
- Andris bojtár (Szigligeti Ede: Csikós)
- Korpádi Gergely (Szigligeti Ede: A szökött katona)
- Sugár Laci (Szigeti J.: A vén bakancsos és fia, a huszár)
- Kovács Jenő (Szigligeti E.–Balázs S.: A strike)
- Bandi (Abonyi L.: A betyár kendője)
- Göndör Sándor (Tóth E.: A falu rossza)
- Csillag Pál őrmester (Csepreghy F.: A piros bugyelláris)
- Vágó Miklós (Tóth Ede: A tolonc)
- Gombos Ferenc (Gerő K.: Túri Borcsa)
- Jacques (D‘Ennery-Cormon: A két árva)
- Sobri (Két pisztoly)
- Baczúr Gazsi (Peleskei nótárius)
- Miklós (Tolonc)
- Gyuri (Tündérlak Magyarhonban)
- Virág Marci (Huszárcsiny)
- Sajgó András (Vereshaju)
- Aba András (Felhő Klári)
- Reno János (Egy katona története)